# スーパーボイル
スーパーボイル (SuperBoil)　は、日清食品が1989年に少量生産してテスト販売を行ったカップ麺。テスト販売の他に一部では試供品として無料で配布もされた。パッケージのSUPER BOILの文字の上には『BOIL AND COOK』と書かれている。

## 概要
発熱体により水の瞬間沸騰を可能にした容器を用い、水を注ぐだけで調理可能なインスタントカップめんとして製鉄会社など複数の企業と共同開発された。容器の中には折りたたみ式フォークも入っていた。「究極のインスタント食品」と言うコンセプトや技術は革新的で当時雑誌などで話題になったが、一食500円と高価で重量も重くカップめんとしての利便性に問題があり市場に出回ることは無かった。技術的にも水を沸騰させ麺を戻すだけのエネルギーやそれを可能とする容器は画期的だったが、それが仇となって火傷の危険性もあり、正式発売に至らなかった原因の一つである。パッケージデザインは日比野克彦。

## 構造
テルミット法と呼ばれる冶金法を利用している。これは酸化鉄とアルミ粉の混合物に着火すると酸化還元反応により多量の熱を発生させ、還元性と高熱により目的の金属融塊が下部に沈降し純粋な金属が得られると言うもので、その発生する熱を利用したのである。このテルミット法は、加熱機能付きの弁当（使い捨てカイロに近い原理）や加熱機能付きの日本酒（生石灰に水を入れた時に発生する熱を利用）に使われている方式とは別物で、それらと比べて遥かに高い熱を発生させる。そのため平らな所に置いて使用する様に明記されていた。この加熱方式には火傷の危険性や高コストなどデメリットも多く、本製品が正式発売されなかっただけでなく今日でも他製品で見る事は無い。缶はスチール製。

## 調理
調理は簡単で、封を開けたら点火キーを取り出し水を入れる。底蓋を開けてそこに点火キーを挿し、再度底蓋をはめたら平らな場所に置く。底蓋を持ち口紅やスティックのりを出す要領で缶を時計回りに捻ると発熱が開始され5分程度で完成する。パッケージの表には必ず水から調理するように注意書きが書かれている。

## ラインナップ
横浜市中区（みなとみらい地区）の安藤百福発明記念館 横浜「インスタントラーメン ヒストリーキューブ」、及び大阪府池田市の安藤百福発明記念館 大阪池田「インスタントラーメン・トンネル」にて2種類展示されている。
- 海鮮拉麺（SEA FOOD NOODLE）
- 京風鍋やきうどん（KYŌFUU NABE-YAKI UDON）